# Jean-Blaise Evéquoz
Jean-Blaise Evéquoz (* 27. November 1953 in Sion) ist ein ehemaliger Schweizer Degenfechter.

## Karriere
Jean-Blaise Evéquoz nahm an den Olympischen Spielen 1976 in Montreal teil und gewann im Mannschaftswettbewerb die Bronzemedaille. Zur Mannschaft gehörten neben Evéquoz Daniel Giger, François Suchanecki, Christian Kauter und Michel Poffet.
Sein Bruder Guy Evéquoz war ebenfalls olympischer Fechter.